# Гуржій Іван Олександрович
Гуржій Іван Олександрович (* 15 вересня 1915, с. Худяки, тепер Черкаського району Черкаської обл. — † 31 жовтня 1971, м. Київ) — український історик , дослідник історії України XVIII-XIX ст., джерелознавець, доктор історичних наук (1953), професор (1955), член-кореспондент АН УРСР (1958). Син — Гуржій Олександр Іванович — відомий український історик.

## Біографія
1932–1934 — після закінчення короткотермінових педагогічних курсів — учитель Леськівської семирічної школи (нині с. Леськи Черкаського р-ну Черкаської обл.)
1936 — вчитель Врадіївської зразкової середньої школи (нині смт. Врадіївка Миколаївської обл.).
1934–1936 навчався на мовно-літературному факультеті Черкаського і Полтавського педагогічних інститутів.
1941 закінчив історичний факультет Одеського державного університету.
Учасник Великої Вітчизняної війни 1941–1945 рр. (брав участь у боях на Південно-Західному та Білоруському фронтах).

## Наукова кар'єра
1945–1948 — аспірант Інституту історії АН УРСР.
1948 — молодший науковий співробітник, 1948–1955 — старший науковий співробітник відділу історії капіталізму Ін-ту історії АН УРСР.
1955–1958 — завідувач відділу історії феодалізму, з 1958 — заступник директора Ін-ту історії АН УРСР з наукової роботи. 1953–1955 — завідувач відділу методики історії Науково-дослідного інституту педагогіки УРСР (за сумісництвом).
1961–1963 — заступник голови Відділу суспільних наук АН УРСР, потім академік-секретар Відділу економіки, історії, філософії та права (1963-1968), член Президії АН УРСР (до 1968).
1969–1971 — завідувач відділу історіографії та джерелознавства Інституту історії АН УРСР.

## Наукові досягнення, громадська діяльність
Кандидатська дисертація — «Повстання турбаївців (1789–1794 рр.)» (1948, науковий керівник — канд. іст. наук, доц. К. Г. Гуслистий).
Докторська дисертація — «Розклад феодально-кріпосницької системи в сільському господарстві України першої половини XIX ст.» (1953).
У різний час був головою «Єдиного наукового студентського товариства» Одеського університету, членом бюро історичної секції, членом правління Київської міської організації товариства «Знання», правління Українського товариства охорони пам'яток історії та культури, президентом правління Українського товариства дружби і культурних зв'язків із зарубіжними країнами тощо.
Працював у складі Національного комітету істориків СРСР. Автор близько 300 наукових праць, в яких висвітлюються соціальні рухи, розклад феодально-кріпосницької системи, розвиток промисловості, сільського господарства, торгівлі, зародження робітничого класу.
Підготував 30 кандидатів і 8 докторів наук (серед них — І. С. Слабєєв, Ю. А. Пінчук та ін.), 1960–1964 рр. — член Експертної комісії ВАК СРСР.

Меморіальна дошка на честь Гуржія Івана Олександровича на вул. Прорізній, 10 у Києві

Брав участь у роботі редколегій багатьох наукових і науково-популярних виданнях, у тому числі багатотомних, серед яких: «Українська радянська енциклопедія» (1-ше вид.), «Український радянський енциклопедичний словник», «Радянська енциклопедія історії України», «История СССР с древнейших времен до наших дней» і т. ін.
Член КПРС з 1954 р.
Нагороджений орденом «Знак Пошани» (1971).

## Основні праці
- Повстання селян в Турбаях (1789–1793). — К., 1950.
- Розклад феодально-кріпосницької системи в сільському господарстві України першої половини XIX ст. — К., 1954.
- Боротьба селян і робітників України проти феодально-кріпосницького гніту (80-х років XVIII ст. до 1861 р.). — К., 1958.
- Боротьба трудящих України проти соціального і національного гніту в період капіталізму. — К., 1958 (у співавт.)
- Зародження робітничого класу України (кінець XVIII — перша половина XIX ст.). — К., 1958.
- Устим Кармалюк: Іст.- біогр. нарис. — К., 1960 (у співавт.).
- В. І. Ленін про найважливіші питання історії Ук-раїни. — К., 1960 (у співавт.).
- Т. Г. Шевченко — революціонер-демократ. — К., 1961 (у співавт.).
- Розвиток товарного виробництва і торгівлі на Україні (з кінця XVII ст. до 1861 року). — К., 1962.
- Семен Гаркуша: [Видатний ватажок селян, антикріпосницької боротьби 60-80-х років XVIII ст.]. — К., 1962.
- Тарас Шевченко про героїчне минуле України. — К., 1964.
- Боротьба трудящих України за соціальне і національне визволення (XIV-XIX ст.). — К., 1967 (у співавт.).
- Україна в системі всеросійського ринку 60-90-х років XIX ст. — К., 1968.
- Видатні радянські історики. — К., 1969 (у співавт.).
- Фрідріх Енгельс про Україну. — К., 1970.
- Героїчне минуле і славне сучасне робітничого класу України. — К., 1971 (у співавт.).

## Вшанування пам'яті
З нагоди 90-річчя від дня народження Івана Олександровича Гуржія було започатковано проведення конференції «Гуржіївські історичні читання» та видання її матеріалів.
На початок осені 2012 р. заплановано вихід вже П'ятого випуску Збірника наукових праць «Гуржіївські історичні читання».

Обкладинка